# Commission Shaw

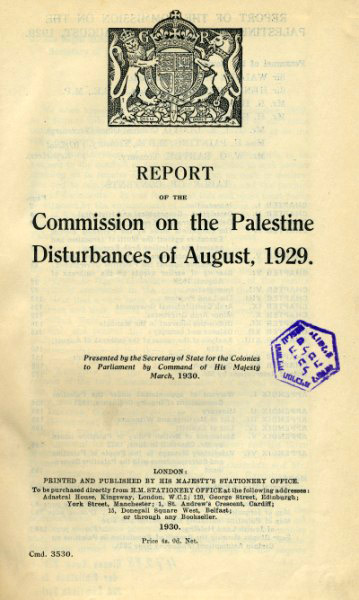
Shaw Report, mars 1930

Le rapport Shaw, officiellement, le Rapport de la Commission sur les perturbations en Palestine d'août 1929, communément appelée la Commission Shaw, était le résultat d'une commission d'enquête britannique, dirigée par Sir Walter Shaw, créée pour enquêter sur les émeutes violentes en Palestine fin août 1929. Le rapport de la commission a été publié en mars 1930 et a conduit à la création de l’enquête Hope Simpson de mai 1930. Elle a conclu que la cause première des émeutes était la crainte de l'immigration continue et l’achat de terres par des populations juives européennes. Ces craintes résonnaient particulièrement fort au sein de la classe ouvrière et agricole arabe nouvellement sans terre et en croissance. Ces points furent plus tard repris dans le Livre blanc de Passfield, et la Commission Royal Hope Simpson, qui ont tous les deux appelé à limiter l'immigration juive en Palestine.

## Contexte

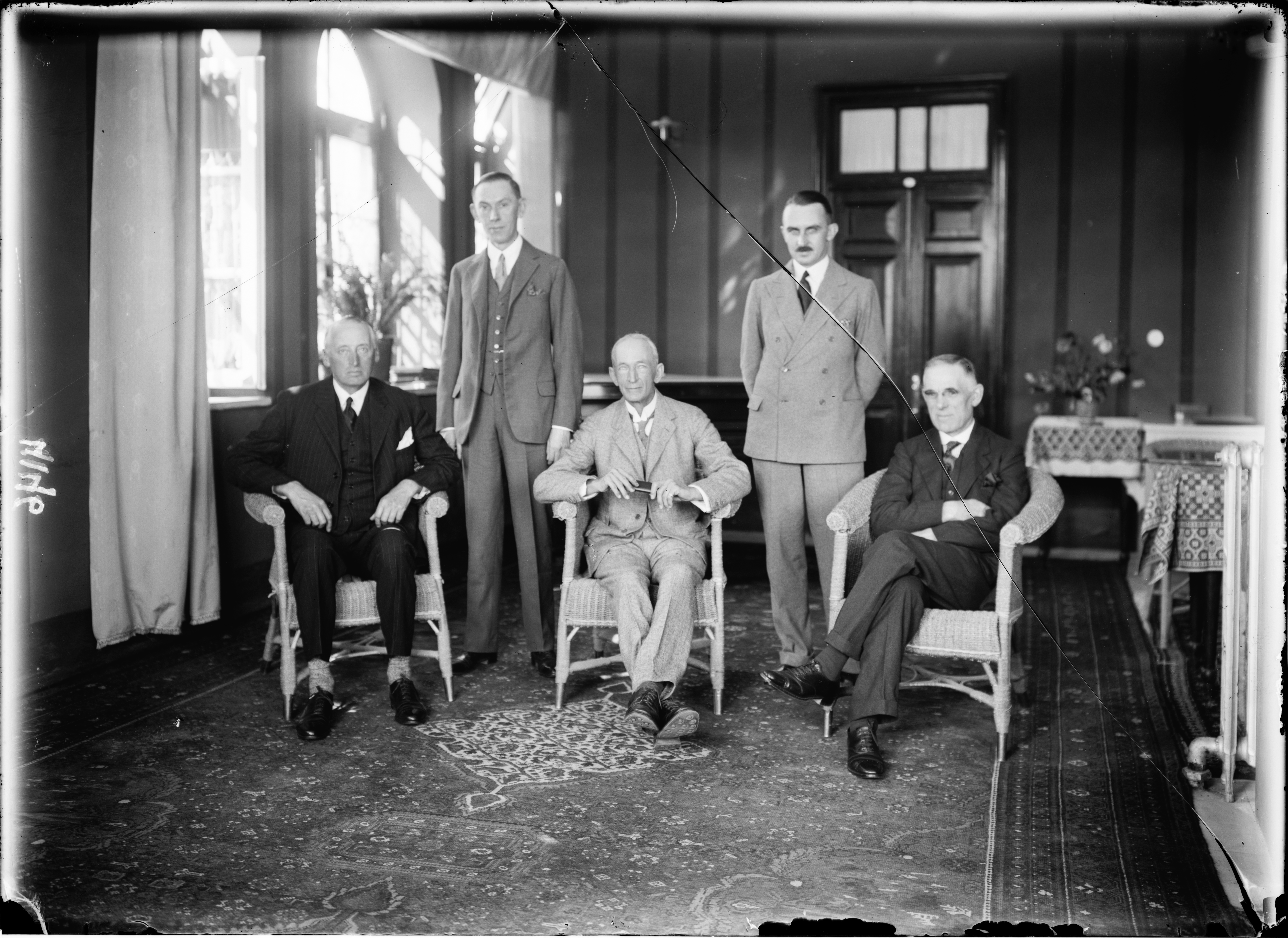
La Commission Shaw, octobre 1929, Jerusalem.

La commission d'enquête britannique était dirigée par Sir Walter Shaw, un avocat reconnu, et était composée de trois parlementaires britanniques Sir Henry Betterton (conservateur), R. Hopkin Morris (libéral) and Henry Snell (travailliste). Le but de la commission était de comprendre les raisons des émeutes violentes en Palestine fin août 1929 qui causa la mort de 110 Arabes et 133 Juifs.
La commission d’enquête collecta des preuves sur plusieurs semaines, des premières auditions, le 25 octobre, au 29 décembre; écoutant 120 témoins en témoignages publiques et 20 témoignages à huis clos. Bien qu’écoutant les arguments des deux parties, la Commission élabora ses recommandations principalement sur la base de preuves fournies par des officiels de l’autorité mandataire.
La commission se concentra sur deux points des émeutes, la nature immédiate des émeutes et les causes les expliquant. Selon les termes de l’historien américain juif Naomi Cohen
En creusant les causes immédiates –c’est-à-dire : le différend sur le Mur des Lamentations, les publications de presse incendiaires des deux côtés, l'élargissement de l'Agence Juive, les forces de l’ordre insuffisantes pour maintenir la paix ; le rapport met en lumière les causes sous-jacentes aux émeutes dont l’engagement de l'Angleterre en temps de guerre et l’hostilité anti-juive résultat des frustrations politiques et économiques croissante des Arabes [de Palestine]. Le rapport a continuellement critiqué les politiques d’immigration et d’achat de terrains, qui ont, selon le rapport, donné aux Juifs des avantages injustes. La commission a recommandé aux Britanniques de prendre un plus grand soin à garantir les droits fondamentaux des Arabes et à comprendre leurs aspirations. Le rapport Shaw a été un coup dur pour les sionistes partout dans le monde.
Le rapport conclut notamment que l’achat de terres par les sociétés juives s’est fait de manière légale envers les propriétaires arabes mais dans le même temps il souligne que les revendications arabes face au danger pour leur survie que constitue l’achat de terre par les Juifs étaient légitimes. En effet, seules les terres les plus productives étaient rachetées, ce qui signifiait que les Juifs n’avaient pas l’intention d’investir dans les zones sans potentiel et ce qui laisserait la population arabe uniquement avec des terres à faible rendement.
Le rapport conclut également qu’avec le développement du conflit autour de la colonisation et du rachat de terres, « la Palestine dans son ensemble, ne peut pas accueillir une plus grande population agricole que celle déjà présente ; à moins que les méthodes de culture changent radicalement. »

## Conclusions
- Cette émeute n’était pas préméditée
- Les émeutes de Jérusalem du 23 août ont commencé par des attaques des Arabes sur les Juifs (sans lien apparent avec des meurtres d’arabes).
- Les émeutes ont pris la forme dans leur majorité d’attaques d’Arabes sur les Juifs accompagnés de saccages de maisons juives. Le massacre d’Hébron a été permis par une inaction des forces de l’ordre. Dans certains cas, des Juifs ont attaqué des Arabes et ont détruit des maisons arabes en réponse bien que cela ne justifie pas leur action.
- Le Grand Mufti de Jérusalem était guidé par ses deux désirs. À la fois, s’opposer aux Juifs et rassembler l’opinion musulmane sur le problème du Mur des lamentations. Il n’avait jamais eu aucune intention d’utiliser sa campagne religieuse comme moyen pour pousser au trouble ou aux émeutes.
- Aucune connexion ne peut être établie entre le Grand Mufti et les personnes supposées ou identifiées comme ayant lancé les troubles… Après le début des troubles, le Grand Mufti a coopéré avec le gouvernement britannique dans leur effort pour le retour à la paix et pour prévenir l’extension des troubles
- [On ne peut pas condamner le gouvernement britannique de n’avoir pas fourni d’armes, de moyens de défense et moyens similaires aux populations juives]
- Il existe des preuves incontestables qu’en matière d’immigration, il y a eu un sérieux écart des autorités juives par rapport à la doctrine acceptée par l’Organisation sioniste mondiale en 1922 qui clamait que l’immigration devait être régulée par la capacité économique de la Palestine à absorber les nouveaux arrivants
- Entre 1921 et 1929, il y a eu de nombreuses ventes de terres dont la conséquence est que de nombreux Arabes ont été expulsés sans garantie de trouver d’autres terres. La situation est maintenant critique. Cela a créé une classe de population sans terre et mécontente pouvant être un danger pour le pays.
- La cause fondamentale « sans laquelle les troubles n’auraient pas eu lieu ou n’auraient été que des manifestations locales est le sentiment d'animosité et d'hostilité des Arabes envers les Juifs qui découlent de la déception de leurs aspirations politiques et nationales et de leur peur pour leur avenir économique. Ce sentiment tel qu’il existe vient de la crainte ressentie par les Arabes que les nouveaux immigrants juifs soient non seulement vus comme une menace pour leur gagne-pain, mais se présentent comme une nouvelle autorité pour l’avenir.
- Les causes immédiates des violences sont :
  - la longue séries d’incidents liés au Mur des lamentations… ces incidents doivent être regardés dans leur ensemble mais l’incident qui selon notre point de vue a le plus contribué aux violences était la manifestation juive près du Mur des lamentations le 15 août 1929
  - la deuxième  cause la plus importante est l’activité de l’association de Protection des lieux Saints musulmans et dans une moindre mesure l’organisation sioniste du Comité pour le Mur des lamentations ;
- L’existence d’articles virulents dans un quotidien juif, un hebdomadaire juif et dans certains journaux arabes ;
- La propagande parmi les populations arabes les moins éduquées pour les pousser à la violence ;
- La croissance de l’Agence juive ;
- L’inadéquation des forces militaires et d’une police disponible et fiable ;
- La croyance que les décisions du gouvernement palestinien pourraient être influencées par des considérations politiques[pas clair]
- Les conclusions de la Commission Shaw recommandent au gouvernement britannique de revoir sa politique d’immigration juive et de vente de terres aux Juifs. Ces recommandations ont directement mené à la Commission Royal Hope Simpson de 1930

## Recommandations
Synthèse des principales recommandations faites par la commission Shaw
* Le gouvernement de sa Majesté doit émettre un avis clair sur la politique voulue en Palestine. La valeur de cet avis serait encore plus grande s’il définissait le sens qu’il donne, dans son Mandat, à la garantie des droits des communautés non-juives et s’il donnait des directives plus explicites sur des sujets aussi vitaux que les notions de terre et d’immigration
- La politique d’immigration doit être clairement définie “dans le but d’éviter que ne se répètent les vagues d’immigration excessives de 1925 et 1926 ». Les rouages de la politique doivent être élaborés et les parties prenantes non-juives doivent être consultées sur les sujets d’immigration.
- Une enquête scientifique doit être mise en place sur les potentiels de développement des terres en Palestine; en tenant compte « de l’accroissement naturel de la population rurale ». En parallèle, la tendance à l’éviction de paysans [arabes] de leur terre doit également être surveillée »
- Sans faire de recommandation sur le développement politique et constitutionnel, la commission a observé que les difficultés de l’administration étaient grandement aggravées par l’absence de mesures de gestion autonome.